# Callinic de Ravenna
Callinic (sau Kallinikos) (în limba greacă: Καλλίνικος) a fost exarh de Ravenna de la 597 la 602 sau 603. A mai figurat sub numele de Gallicinus sau Gallicini patricii, așa cum îl numește Paul Diaconul (Latin text).
Primii ani ai administrației lui Callinic ca exarh de Ravenna au fost marcați de o soartă relativ bună. În 598, a fost încheiat un armistițiu între bizantini și longobarzi, prin care aceștia din urmă erau recunoscuți ca principi suverani asupra teritoriilor pe care le aveau deja în posesie. Armistițiul a fost respectat de către ambele părți de-a lungul anilor următori. Cu toate acestea, în jur de 601, Callinic a profitat de răscoala ducilor de Tridentum și de Forum Julii și a rupt înțelegerea, răpind pe fiica regelui longobard Agilulf și pe soțul acesteia din Parma. În replică, Agilulf a invadat teritoriul exarhatului, distrugând Padova, jefuind Istria, iar apoi înfrângând trupele lui Callinic în apropierea zidurilor Ravennei.
La puțină vreme după aceea, Callinicus a fost înlocuit de către Smaragdus în funcția de exarh.